# رادوانوو (استان اشوی‌داشکسیه)
رادوانوو (به لهستانی: Radwanów) یک منطقهٔ مسکونی در لهستان است که در گمینا سووپیا (شهرستان کونگسکیه) واقع شده‌است.